# Løjt Sogn (Sydslesvig)
Løjt Sogn (på tysk Kirchspiel Loit) er et sogn i det sydøstlige Angel i Sydslesvig, tidligere i Slis Herred (Gottorp Amt), nu i Løjt Kommune i Slesvig-Flensborg Kreds i delstaten Slesvig-Holsten. Sognekirke er Løjt Kirke.
I Løjt  Sogn findes flg. stednavne:
- Løjt (Loit)
- Løjtgaard